# Barrage Moses-Saunders
Le barrage hydroélectrique Moses-Saunders, abréviation de Robert Moses - Robert H. Saunders Power Dam, est un barrage sur le fleuve Saint-Laurent, situé à cheval sur la frontière entre les États-Unis et le Canada. Il est situé entre Massena dans l'État de New York et Cornwall en Ontario. Le barrage alimente en eau deux centrales hydroélectriques adjacentes, la centrale électrique St. Lawrence-Franklin D. Roosevelt de 912 MW (États-Unis) et la centrale électrique RH Saunders de 1 045 MW (Canada). Construit entre 1954 et 1958 dans le cadre du projet de la Voie maritime du Saint-Laurent, le barrage a permis la création du lac Saint-Laurent. En plus de fournir d’importantes quantités d’énergie, le barrage régule le fleuve Saint-Laurent et permet le passage de grands navires. Malgré les énormes avantages économiques du barrage, son édification a nécessité le déplacement de 6 500 personnes et a eu des impacts négatifs sur la biodiversité. Des mesures ont été prises au fil des ans pour restaurer le littoral et les habitats des poissons.
Le barrage régule le niveau du lac Ontario.

## Historique

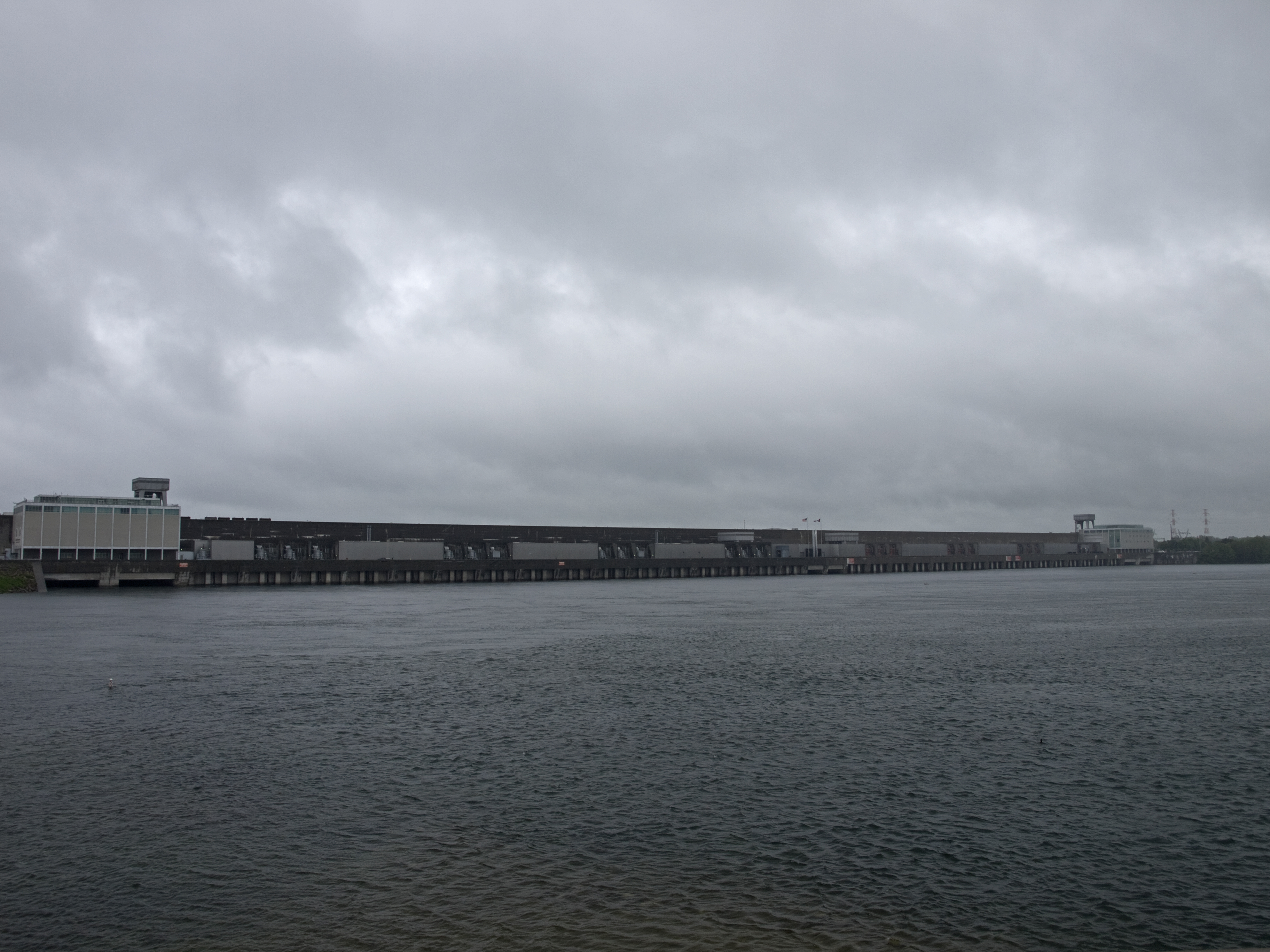
Panorama du barrage, côté américain

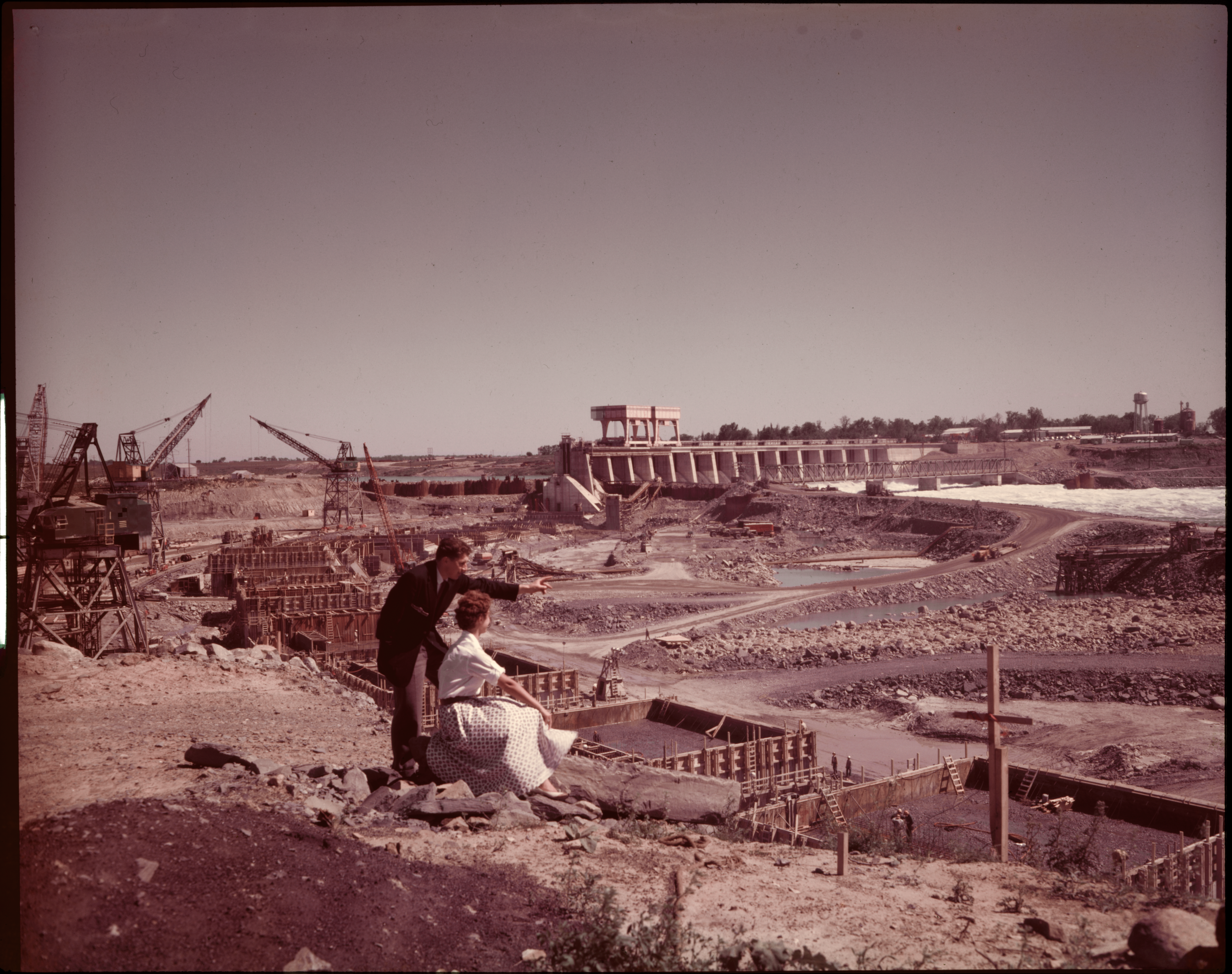
Barrage de Long Sault en construction, Voie maritime du Saint-Laurent, 1957

Le développement du fleuve Saint-Laurent, frontière entre le Canada et les États-Unis, commence en 1871, lorsque le traité de Washington est signé. Ce traité délimite en partie le fleuve Saint-Laurent comme frontière et offre aux Américains une plus grande utilisation du fleuve pour la navigation. En 1895, la Commission des voies navigables profondes est créée pour étudier l'utilisation du fleuve pour la navigation. La première voie maritime du Saint-Laurent est proposée, mais les compagnies de chemin de fer américaines s'y opposent, car elles estiment que ce projet va réduire leurs profits. Le Traité des eaux limitrophes de 1909 a renforcé la coopération entre les États-Unis et le Canada sur le fleuve, en autorisant une navigation « libre et ouverte » et en établissant la Commission mixte internationale (CMI) pour résoudre les différends. En 1931, le gouverneur de l'État de New York, Franklin D. Roosevelt, signe le Power Authority Act, autorisant l'exploitation du fleuve Saint-Laurent à des fins de production d'électricité. Un site principal est étudié juste en dessous des rapides de Long Sault. Malgré la coopération, le gouvernement fédéral américain n'est pas en mesure d'ouvrir le fleuve à une navigation et une exploitation hydroélectrique pour des raisons politiques. Contrarié par cette situation, le Canada adopte unilatéralement deux lois en 1951 qui autorisent des projets sur le Saint-Laurent à des fins d’énergie et de navigation. Comme le montre le livre de Daniel Macfarlane, Negotiating a River, le Canada a tenté de construire seul la Voie maritime, tandis que l'Ontario et l'État de New York construisaient le barrage hydroélectrique. Les États-Unis ont considéré cela comme une menace pour la sécurité nationale et ont demandé à leur voisin d’accepter une voie maritime partagée. L’année suivante, un projet de barrage hydroélectrique et d’écluse de navigation est soumis à approbation. En octobre 1952, le projet est approuvé.
En raison de l'impasse politique et des compagnies de chemin de fer, la construction ne commence que le 19 août 1954. La construction doit durer sept ans et être supervisée par le Corps des ingénieurs de l'armée américaine. Robert Moses, président de la New York Power Authority, supervise la partie américaine et Robert Hood Saunders, président d'Ontario Hydro, supervise la partie canadienne du projet. Le projet comprend le barrage principal, le barrage de Long Sault, les écluses Eisenhower et Snell, la prise d'eau Massena et 18 km de digues. Saunders ne vivra pas assez longtemps pour voir son nom figurer sur la station. Il décède le 16 janvier 1955 des suites de blessures et d'un accident d'avion. Il revenait de Toronto avec quatre autres personnes ; il venait apparemment de prononcer un discours à Détroit sur le projet hydroélectrique du Saint-Laurent. Il n’avait que 51 ans et était au sommet de sa carrière.
Le 1er juillet 1958, le Dr Otto Holden, ingénieur en chef de la Commission d’énergie hydroélectrique de l’Ontario, et J. Burch McMorran, ingénieur en chef de la New York Power Authority, font exploser 27 tonnes d’explosifs pour démolir le batardeau qui avait détourné l’eau du fleuve Saint-Laurent du chantier de construction de la centrale. Il faut quatre jours pour que l’usine soit pleinement opérationnelle. Les derniers générateurs sont mis en service en 1959. Auparavant, en 1956, la CMI décide de créé le Conseil international de contrôle du fleuve Saint-Laurent comme mécanisme de régulation du fleuve en amont et en aval du barrage. Des intérêts divergents doivent être arbitrés afin de maintenir le bon fonctionnement du barrage. En effet, les hydrologues préconisent des niveaux d’eau modérés pour lutter contre les inondations, tandis que l’industrie du transport maritime et les exploitants de centrales électriques préfèrent des niveaux plus élevés.

## Déplacement
La construction du barrage a entraîné le déplacement de 6 500 personnes de l’est de l’Ontario. Ce chiffre inclut les résidents de six villages et de trois hameaux, connus sous le nom de « villages perdus » (The Lost Villages). Certains agriculteurs ont également été délogés, avant que leurs terres ne soient inondées. Les personnes déplacées ont reçu un indemnisation pour leurs terres. La plupart d'entre eux ont été relogés dans des maisons situées dans de nouvelles communautés appelées South Stormont (Long Sault) ou Ingleside et Iroquois,.
La construction et l’exploitation du barrage ont eu un impact sur le territoire traditionnel des Amérindiens Mohawks d’Akwesasne. Plus de 1,200 acres (500 ha) de terres de réserve et 15,000 acres (6,100 ha) de terres traditionnelles ont été inondées. La communauté n’a pas été consultée ni indemnisée quant à l’inondation de dix îles lui appartenant pour la création du bassin de tête. En 2008, Ontario Hydro présente ses excuses officielles. Un effort de 15 ans pour réparer les torts passés a abouti à un projet de règlement entre Ontario Power Generation et le Conseil Mohawk d'Akwesasne. Le règlement comprend une compensation monétaire, un transfert des îles appartenant initialement à Akwesasne et une gestion environnementale.

## Impact sur la biodiversité et pollution
La mise en eau ainsi que la pollution ont affecté les populations de poissons du fleuve et du lac Saint-Laurent. Le grand brochet, le doré jaune, le maskinongé, l’esturgeon jaune et l’anguille d’Amérique ont été touchés. La perte de frayères aurait également contribué au déclin des populations piscicoles. Des efforts récents ont été déployés pour retrouver le niveau écologique antérieur à la construction du barrage, ou du moins a en limiter les effets négatifs. Au début des années 1970, une passe à poisson a été créée à partir d'une ancienne écluse, pour permettre aux anguilles d'Amérique juvéniles de remonter la rivière. Avec ses 159 mètres de long et ses 29 mètres de haut, c'était à l'époque la seule en Amérique du Nord et la plus haute du monde. La passe à anguilles du barrage de Moses-Saunders a été prolongée de 300 mètres pour permettre aux anguilles de retourner dans la rivière plus en amont du barrage. Le dispositif a également été équipé d'un nouveau revêtement qui permet aux anguilles de grimper plus rapidement. Un compteur photoélectrique en assure le suivi. Selon les statistiques de l'Ontario Power Generation, environ 6 400 anguilles sont passées par cette nouvelle passe à poisson en 2008. L'OPG maintient un programme de piégeage et de transport avec les pêcheurs locaux pour la migration en aval. Entre 2006 et 2011, environ quatre millions de jeunes anguilles ont traversé le cours supérieur du fleuve Saint-Laurent et le lac Ontario.
À  partir de 1957, la production énergétique du barrage a incité de nombreux industriels à ouvrir des usines dans la région. Parmi eux, General Motors, Reynolds Metals et Aluminum Company of America. Ces industries ont contribué à la contamination du Saint-Laurent et de ses affluents. Le site est contaminé par divers polluants : biphényles polychlorés, hydrocarbures aromatiques polycyclique, phénols, substances organiques volatiles, fluorures et métaux. Ces sites sont maintenant classés Superfund.
L'État de New York et l’Ontario ont mis en place des programmes visant à préserver les écosystèmes autour du réservoir et à améliorer la qualité de l'eau. Les programmes américains ont été principalement mis en place après le renouvèlement de l'autorisation d'exploitation de la centrale électrique pour 50 ans, le 23 octobre 2003,.

## Réhabilitation et modernisation
Après des études menées en 1990 et 1991, il a été déterminé que les problèmes de générateur et de structure au sein du barrage étaient dus à une réaction alcali-agrégat. Le béton de la centrale se fissurait et se détériorait tandis que les stators des générateurs et les garnitures des anneaux de gorge étaient déformés. Entre 1993 et 2001, d'importants travaux sont effectués pour réparer le revêtement endommagé et atténuer la dilatation du béton. Les améliorations apportées à la centrale électrique RH Saunders entre 1987 et 2007, permettent d'augmenter le rendement de 16 %. En 1998, la New York Power Authority entreprend un projet de rénovation des turbines-générateurs du St. Lawrence/FDR. Le projet devrait être achevé en 2013 pour un coût de 254 millions de dollars.

## Conception et fonctionnement

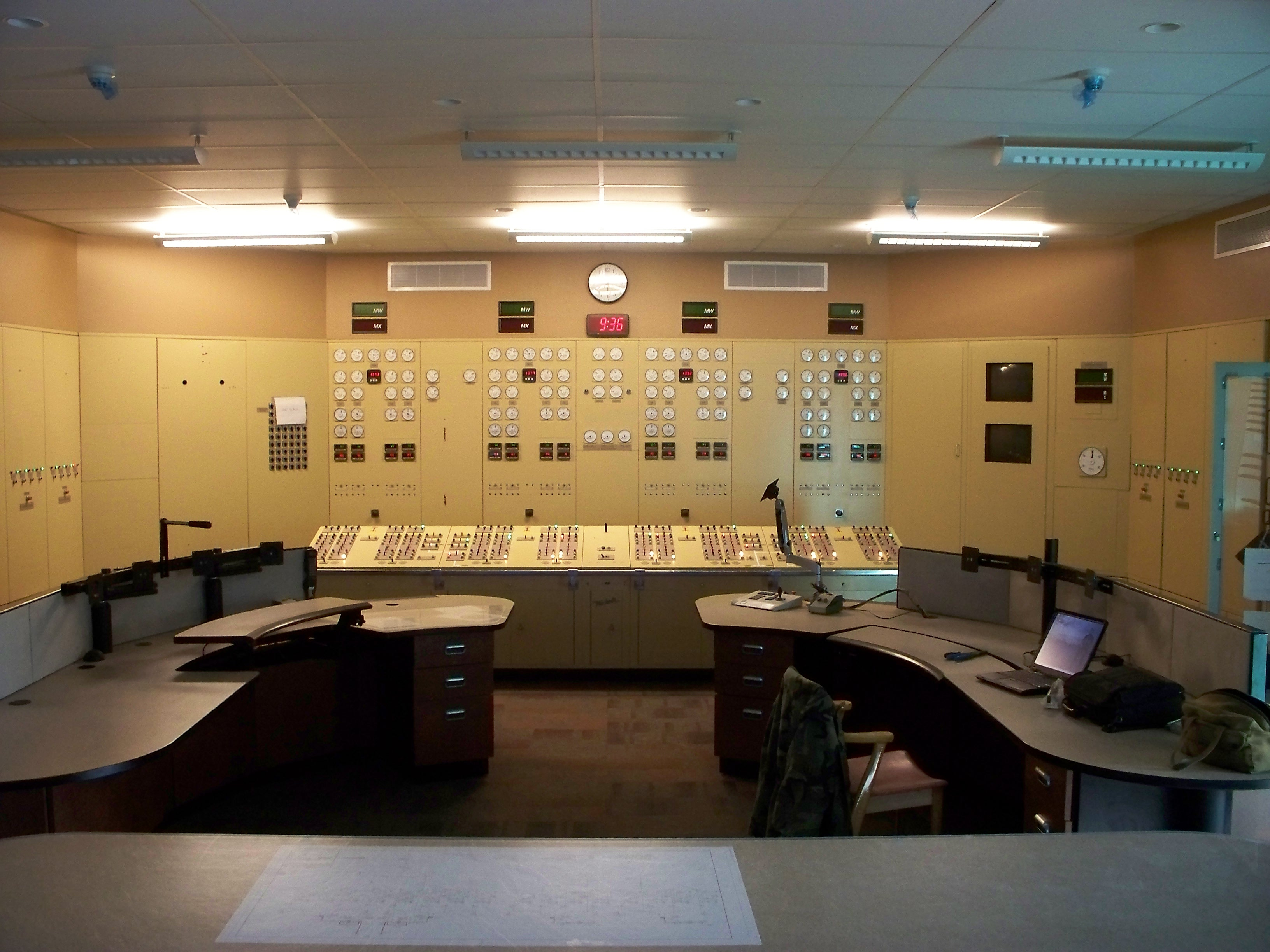
Salle de contrôle du RH Saunders (partie canadienne de la station)

Le barrage Moses-Saunders est haut de 60 mètres et long de 979 mètres. Pour créer le réservoir, le barrage de Long Sault a été construit 6 km en amont entre l'île Barnhart et l'une des îles Long Sault. Le barrage de Long Sault, entièrement situé aux États-Unis, mesure 902 mètres de long et 33 mètres de haut. Il sert de déversoir pour évacuer les eaux de crue de la rivière. La sécurisation supplémentaire du réservoir a nécessité en la construction de 18 km de digues.
La centrale électrique du barrage Moses-Saunders contient 32 turbogénérateurs. Ontario Power Generation exploite les unités 1 à 16 et la New York Power Authority exploite les unités 17 à 32. La partie canadienne de la centrale électrique, la station de production RH Saunders, contient 16 turbines-alternateurs Kaplan à pas fixe de 65,3 MW. La centrale électrique américaine, St. Lawrence-FDR, contient 16 turbines-alternateurs Kaplan à pas fixe vertical de 57 MW. La charge hydraulique imposée aux turbines est de 25 mètres.